# Музей техніки «Фаетон»
Музей техніки Фаетон — український приватний музей техніки (ретроавтомобілів, мотоциклів та військової техніки), розташований у Запоріжжі. Заснований у 2001 році.

## Історія
Автомотоклуб «Фаетон» був заснований у 2001 році. У грудні 2001 року група ентузіастів на чолі з Леонідом Євтихієвичем Хлевним (1940—2006) ухвалила рішення про створення клубу «Фаетон». Так було покладено початок одній із найкращих в Україні технічних колекцій раритетів. Відтоді учасники громадської організації купували, знаходили та реставрували зразки техніки. Перший екземпляр майбутньої колекції музею, ЗІС 1944 року, був куплений у 2001 році. Машина була придбана для реклами будівельної фірми.
19 лютого 2003 року відбулася офіційна реєстрація молодого починання як громадської організації.
У 2008 році в Запоріжжі відкрили музей ретро-автомобілів «Фаетон». У 2011 р. музей отримав нове приміщення. Сьогодні це єдиний повноцінний автомобільний музей в Україні.
В експозиції є найстаріша українська вантажівка — ГАЗ-АА 1935 р., яка отримала народну назву «полуторка». З легкових машин можна відзначити трофейний Opel, який до реставрації був схожий на решето, адже був наскрізь прошитий осколками. За словами директора музею і головного його ідеолога Дмитра Позняка, справжньою родзинкою колекції став ЗІС-6 «Катюша». Іншого такого авто, ще й у повністю робочому стані, в Україні не існує.
Післявоєнна техніка представлена вантажівками ГАЗ-51, ГАЗ-63, ЗІЛ-164. Одразу привертають до себе увагу шикарні американські авто Chevrolet Delray та Chevrolet Genuine, а також європейські — Volkswagen та інші. Вітчизняний автопром цього періоду представлений культовим «Запорожцем» ЗАЗ-965А та «експортним» варіантом ЗАЗ-965 АЭ «Ялта», а також різними модифікаціями «Москвича», «Побєди», «Волги».
У 2012 р. було відкрито другий зал музею, де експонуються 15 одиниць техніки («махновська» тачанка, пожежна машина та інше) та понад 50 видів вогнепальної зброї часів Другої світової війни.
Якщо у 2012 році в музеї налічувалося всього дві виставкові зали, то вже у 2016 їх було п'ять. Того ж року на телеекрани вийшов фільм «Фаетон. Машини часу». У 2018 році відкрили зал іноземних ретро-автомобілів. Загалом музей станом на 2018 рік вміщує понад 150 екземплярів ретротехніки. Окрім автомобілів та мотоциклів, тут представлені рідкісні зразки бойової воєнної техніки. Деякі з них справні й використовуються в різноманітних історичних реконструкціях.
Площа музею «Фаетон» становить 3000 кв. м, на яких розташовані шість виставкових залів. На ній представлені унікальні зразки велосипедів, мотоциклів та автомобілів. Попри свій поважний вік, експонати мають доглянутий та новенький вигляд. Практично всі представлені транспортні засоби на ходу.